# Pittura infamante

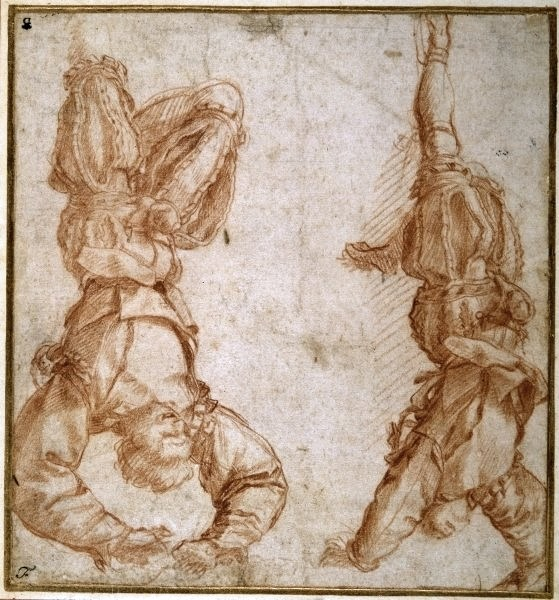
Andrea del Sarto, dibuix preparatori per al condemnat en rebel·lia a penjar-se al palau públic de Florència.

La Pittura infamante (pintura infame) és un tipus de pintura utilitzat en el passat a Itàlia, sobretot al nord i centre de la península durant l'època del Renaixement, i que representava una forma de justícia, un tipus de càstig que li va ser assignat pels governs locals dels municipis.
Era la representació, en general pintada, d'una persona condemnada en rebel·lia per alguna cosa, que va ser exposada en un lloc públic a la ciutat. A la pintura s'acostuma a afegir una llegenda amb el nom de la persona subjecta a la pena.
Els temes de la pintura infame, incloïen traïdors, lladres, culpables de fallida o frau en el sector públic i els casos en què no hi ha recurs legal possible. El poder de la pintura infame derivava d'un codi d'honor feudal on la vergonya era la forma més important dels càstigs socials. La pittura infamant tenia el seu arrel a les doctrines de fama e infàmia de l'antic Dret romà.
Segons l'acadèmic Edgerton la propagació de la pràctica va començar a entrar en desús quan va començar a convertir-se en una forma d'art.